# Jakub Kadák
Jakub Kadak (ur. 14 grudnia 2000 w Trenczynie) – słowacki piłkarz występujący na pozycji ofensywnego pomocnika w słowackim klubie AS Trenčín, którego jest wychowankiem. Młodzieżowy reprezentant Słowacji.